# André Pernet (operazanger)
André Pernet (Rambervillers, 6 januari 1894 - Parijs, 17 juni 1966) was een Franse operazanger die zijn opleiding genoot aan Conservatoire national supérieur de musique et de danse in Parijs.

## Biografie
Pernet werd geboren in zijn ouderlijk huis aan de Place du Parmoulin in Rambervilles in de Franse Vogezen. Zijn ouders waren Victor Joseph Léon Pernet (arts) en Marie Thérèsa Hoerter. Op jonge leeftijd wilde hij zich al aan de muziek wijden, maar zijn vader verzette zich daartegen; hij zag meer in een toekomst in een openbaar ambt (Léon Pernet de grootvader van André was burgemeester van Rambervillers). André Pernet ging in Nancy rechten studeren en behaalde daar zijn doktersgraad.
Bij het begin van de Eerste Wereldoorlog werd hij gemobiliseerd en bereikte al in 1918 de rang van officier bij een militaire luchtvaartstation. Na de oorlog ging hij naar  conservatorium in Parijs en studeerde daar zang bij André Gresse (1868-1937) waar hij zich ontwikkelde tot een der voornaamste Franse bassen uit zijn tijd.
Op 5 oktober 1920 trouwde hij in Metz met Elisabeth Almayer, het huwelijk werd op 26 juli 1927 ontbonden. In april 1920 zong hij in de auditie van Carmen in de feestzaal van het stadhuis van Charenton de hoofdrol van Zuniga (luitenant van de dragonders).
In 1921 zong hij zijn debuutrol in de Opera van Nice als Vitellius (Romeinse proconsul) in Hérodiade van Jules Massenet. Daarna trad hij gedurende zeven jaar op in meerdere provinciale theaters (Cannes, Straatsburg, Deauville, Toulouse en Genève).
In 1928 woonde hij in Montpellier en hij trouwde daar op 21 maart met tekstkunstenaar Thérèse Pauly (Parijs, 1895), dochter van Joseph Pauly en Marie Ernestine Thérèse Augée. Zijn grote doorbraak kwam in 1928 toen hij werd gevraagd door de Grand Opéra de Paris. Hij werd al snel een van de belangrijkste Franse zangers in het genre van het vocaal drama. Pernet bleef de Grand Opéra trouw tot 1947, met een jaar onderbreking in 1931 door een meningsverschil over zijn honorarium.
Daarnaast was hij ook lid van de Opéra-Comique waar hij in 1931 optrad. Internationaal werd hij ook bekend en trad op in Amsterdam (Les contes d'Hoffmann in 1932), Brussel, Londen, Monte Carlo en Noord-Amerika. Ook zong hij de rol van de vader in de verfilming van Louise van Gustave Charpentier, waarvoor hij samenwerkte met Grace Moore en Georges Thill en onder leiding van de componist. In 1947 ontving Pernet de Médaille de la résistance voor zijn verdiensten gedurende de Tweede Wereldoorlog.
Zijn optreden in het Grand Theatre de Genève in de rol van Boris Godunov uit de gelijknamige opera was het laatste hoogtepunt in zijn carrière. Kort daarna werd hij ernstig psychisch ziek waardoor zijn ook zijn fysieke gezondheid sterk achteruit ging, dat betekende het einde van zijn loopbaan als zanger. Hij werd opgenomen in Hôpital Cochin in Parijs waar hij 18 jaar later op 17 juni 1966 overleed.

## Optreden

### opera
- 1929, Le Monstre in Persée et Andromède, (Jacques Ibert).
- 1929, le Messager in Salamine, (Maurice Emmanuel).
- 1931, Le Roi Marke in Tristan und Isolde, (Richard Wagner).
- 1931, Jozon in La Vision de Mona, (Marcel Dupré).
- 1931, Le Duc in La Duchesse de Padoue, (Maurice Le Boucher).
- 1931, 1936, Tonio in I Pagliacci, (Ruggero Leoncavallo).
- 1929, 1932, Gessler in Wilhelm Tell, (Gioacchino Rossini).
- 1932, Lindorf, Coppélius, Dappertuto en le docteur Miracle in Les Contes d'Hoffmann in Nederland, (Jaques Offenbach).
- 1932, Maximilien in Maximilien, (Darius Milhaud).
- 1932, 1934, 1938, Wotan in Die Walküre, (Richard Wagner).
- 1933, Mephisto in in La Damnation de Faust, (Hector Berlioz).
- 1933, Gobannit in Vercingétorix (Joseph Canteloube).
- 1933, Gurnemanz in Parsival  (Richard Wagner).
- 1934, Le Prince Richard in Rolande et le mauvais garçon, (Henri Rabaud).
- 1934, 1946, Il Dissoluto punito ossia Don Giovanni, (Wolfgang Amadeus Mozart).
- 1934, 1936, Méphistophélès in Faust, (Charles Gounod).
- 1934, l'etranger in L'Étranger, (Vincent d'Indy.).
- 1935, Shylock in Le marchand de Venise, (Reynaldo Hahn).
- 1936, Nilakantha in Lakmé, (Léo Delibes).
- 1936, 1937, De Barbier van Sevilla, (Gioacchino Rossini).
- 1936, 1937, Œdipe in Oedipus, (George Enesco).
- 1937, Jezus in La Samaritaine,  (Max d'Ollone).
- 1938, Narr’Havas in Salambô, (Ernest Reyer).
- 1939, Le Roi in Aïda, (Giuseppe Verdi).
- Sancho Pança in Don Quichotte, (Jules Massenet) .
- 1930, 1937, Boris Godoenov in Boris Godoenov (Alexander Poesjkin).
- 1949, le Sultan de Khaïtan in Le marchand de Venise, (Reynaldo Hahn).

### operette
- 1923, Duparquet in de operette Ciboulette, (Reynaldo Hahn).
- Grand-Pingouin in , Les Saltimbanques, (Louis Ganne).

### film
- 1939, de vader in Louise met Grace Moore, (Gustave Charpentier).

### media
Opnamen met geluidsfragmenten.

## Afbeeldingen

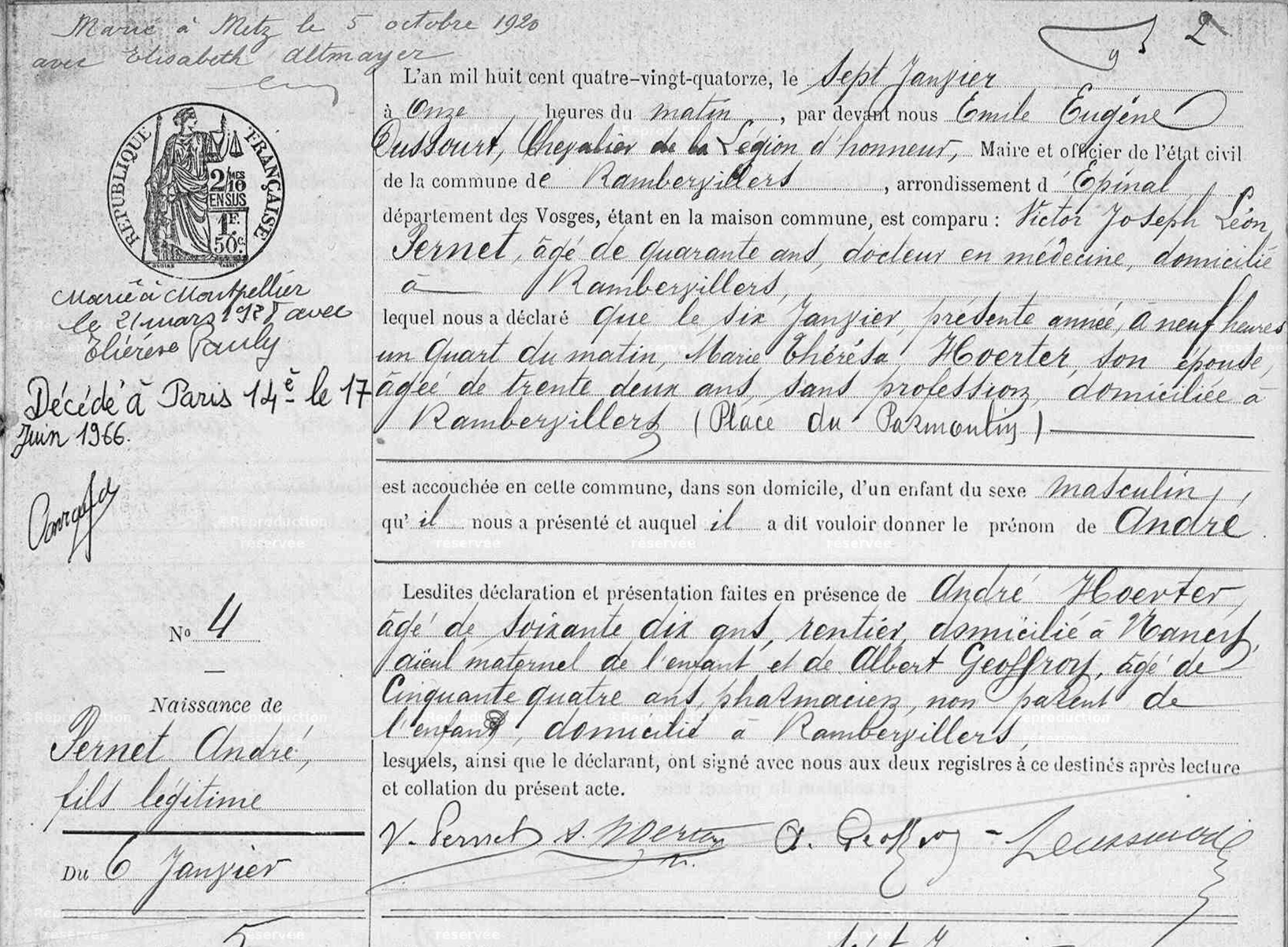
Geboorte register André Pernet
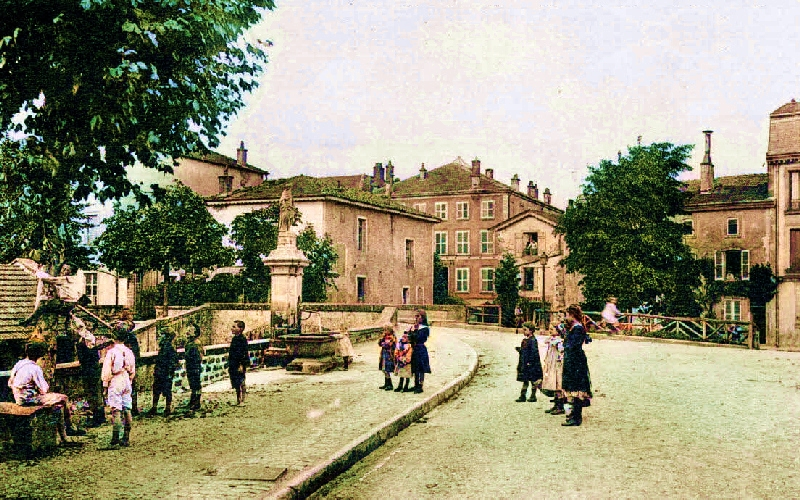
Place du Parmoulin, Rambervillers
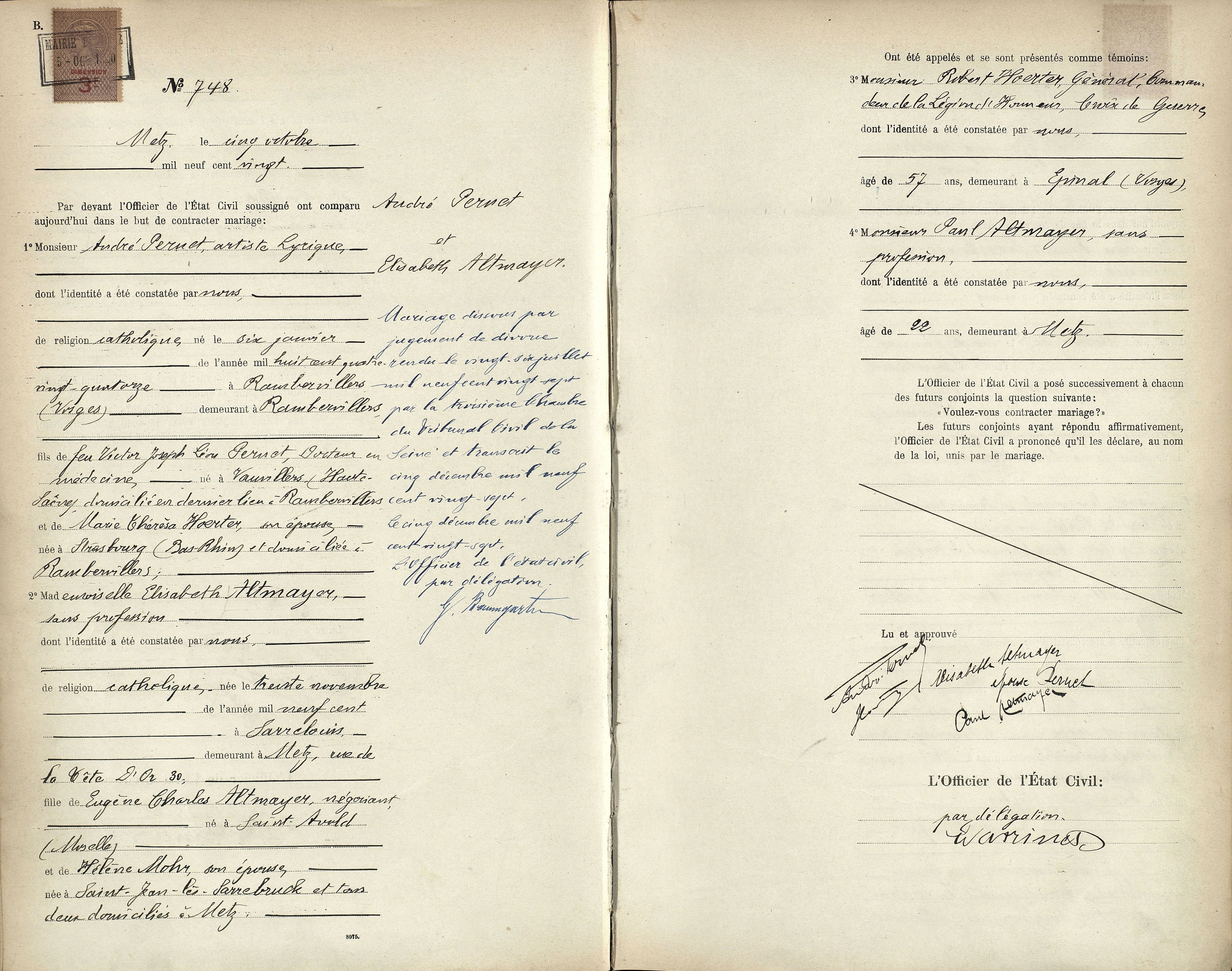
Huwelijk Andre Pernet
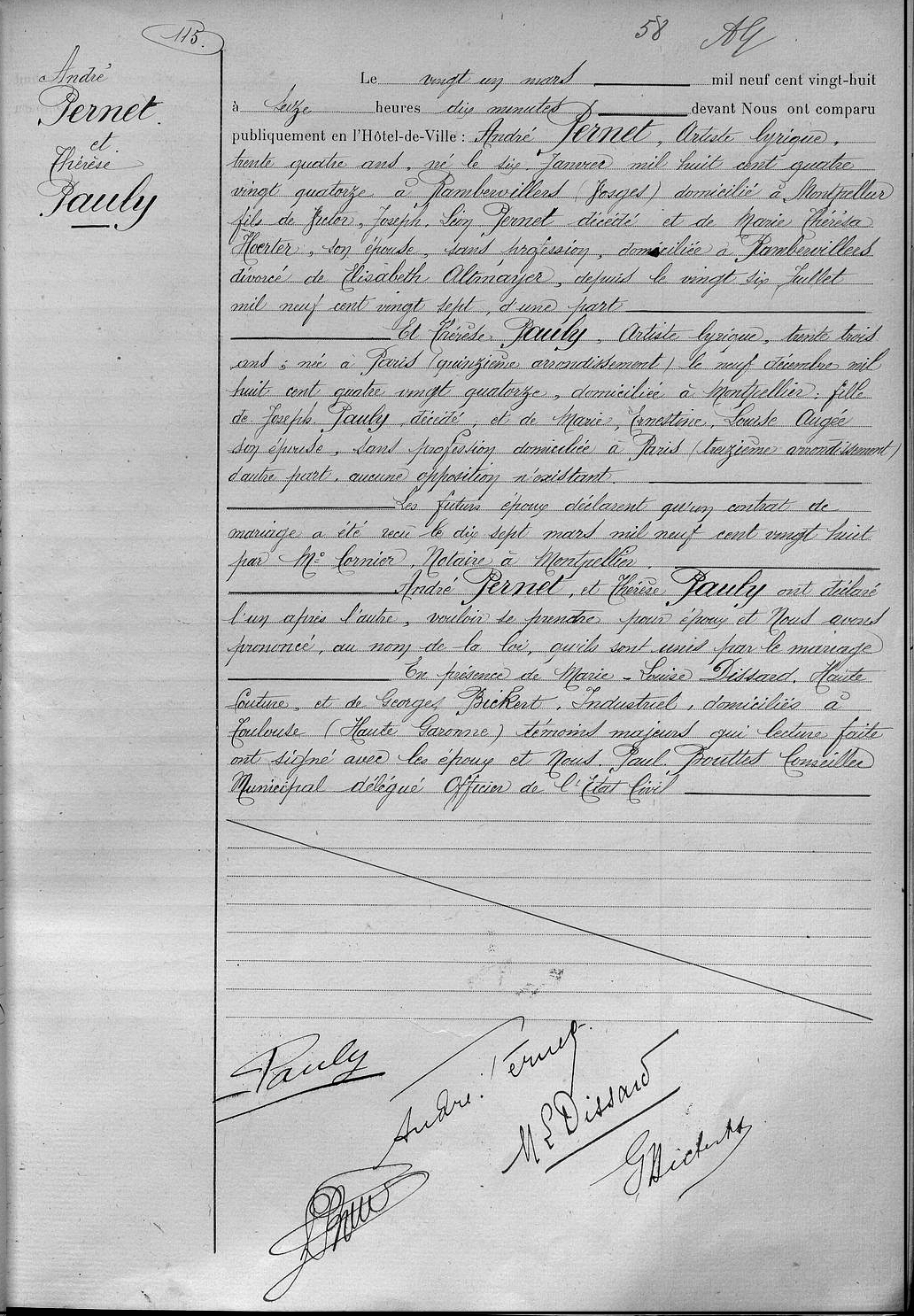
Huwelijk André Pernet  - Sauly
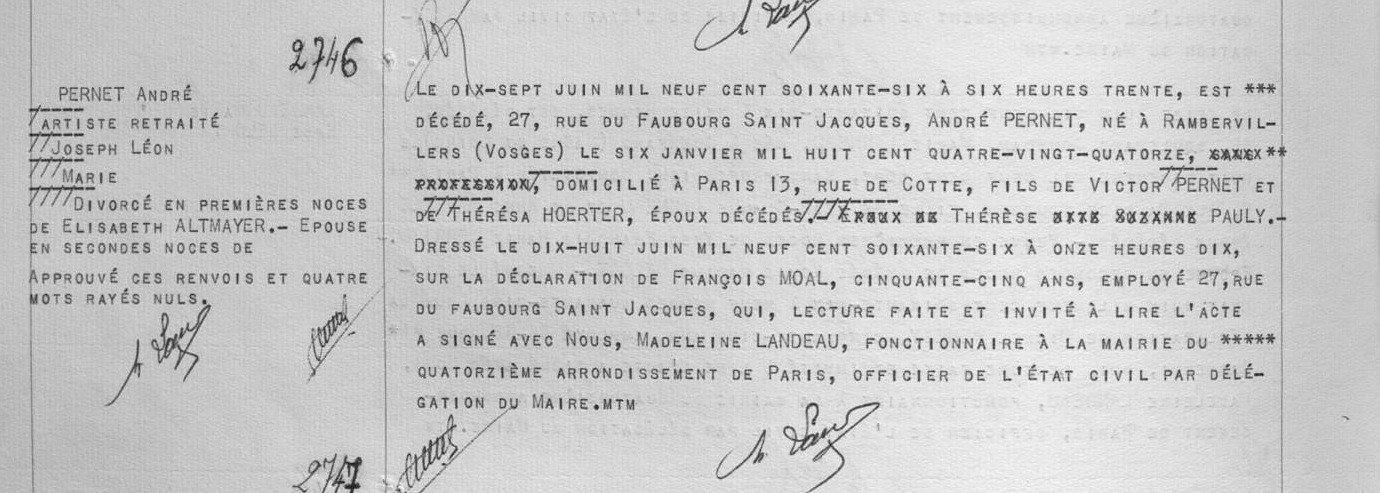
Overlijden André Pernet, parijs 14 17 juni 1966

## Wetenswaardigheden
- In zijn geboorteplaats is een straat, rue André Pernet, naar Pernet vernoemd.
- Op 31 oktober 1914 sneuvelde George (1889 - 1914), de oudere broer van André, hij ligt begraven op de militaire begraafplaats van Rambervillers.

- Bibsys: 9059726
- Bibliothèque nationale de France: cb13898379v (data)
- Gemeinsame Normdatei: 135358965
- International Standard Name Identifier: 0000 0000 8084 7105
- Library of Congress Control Number: n82063121
- MusicBrainz: f5fe9381-7c32-4022-a977-c0feae6ea0b4
- Nationale Bibliotheek van Tsjechië: xx0164298
- Nationale Bibliotheek van Israël: 987007413891905171
- Nationale Bibliotheek van Polen: a0000003103694
- SNAC: w68f1xmd
- Système universitaire de documentation: 080785875
- Virtual International Authority File: 5118613
- WorldCat: E39PBJqqydtf6XJQTDTJGMqG73